# 田园调布学园大学短期大学部
田园调布学园大学短期大学部（日语：／ Den-en Chofu Gakuen Daigaku Tanki Daigakubu *）是过去一所位于日本神奈川县川崎市麻生区的私立短期大学。前调布学园短期大学（日语：／ Chofu Gakuen Tanki Daigaku *）。

## 概要

### 简介
- 学校最早可以追溯到1926年[1]。短期大学为于1967年开办[1]、由学校法人调布学园经营。招生到于2005年、停办于2007年[2]。招収男学生从1998年[1]

### 历史
- 1967年 调布学园女子短期大学成立并同时设置英语科(改名为英语英文科于1976年,英语英文学科于1991年。以后招生到2001年)[1]。
- 1990年 日语日本文化学科成立、以后招生到2001年[1]。
- 1998年 改校名为调布学园短期大学、人类福利学科(开始招収男学生)成立、分离为两个专攻、以下列举[1]
  - 社会福利专攻[注 2]
  - 护理福利专攻[注 3][注 2]
- 1999年 开始招収男学生于英语英文学科和日语日本文化学科[1]。
- 2002年 改校名为田园调布学园大学短期大学部、人类文化学科成立[1]。
- 2005年 一年招生最后、次年停止招生（正式停办于2007年9月14日[2]）。

## 学校环境
- 校区：在了神奈川县川崎市麻生区[注 1]

## 历任校长
- 西村一郎：第一代短期大学校长[3]。

## 组织

### 学科
- 人类文化学科

### 前学科
| - 英语英文学科 - 日语日本文化学科 - 人类福利学科 - 社会福利专攻 - 护理福利专攻 |

### 专科
| - 没有 |

### 业余课程
| - 没有 |

## 相关链接
- 日本短期大学列表